# Sitzcreme
Sitzcreme oder Sitzsalbe (auch Gesäßcreme oder Gesäßsalbe) ist ein Pflegeprodukt zum Auftragen auf die Radhose oder das Gesäß zur Vermeidung von Hautreizungen und Wundsitzen bei längeren Fahrradtouren und Radrennen. Auch findet man die Bezeichnung Chamois Creme (im Englischen chamois cream). „Chamois“ kommt aus dem Französischen und heißt Gams, da die Polster der ersten Radhosen aus speziell bearbeitetem Gamsleder (Sämischleder) bestanden und damit eingerieben wurden.
Hautreizungen entstehen bei längerem Sitzen auf dem Fahrradsattel meist durch Reibung in der Dammregion und ein damit einhergehendes Eindringen von Bakterien. Dadurch können sich schmerzhafte Pickel (umgangssprachlich „Sitzpickel“ genannt) und Abszesse bilden. Sitzcremes und Sitzsalben basieren beispielsweise auf Vaseline und enthalten in der Regel antibakterielle Wirkstoffe, um diesem Effekt entgegenzuwirken. Sie können für den Wundheilungseffekt zusätzlich Kräuterextrakte aus Ringelblumen und Kamille enthalten. Zudem reduzieren sie die Reibung.

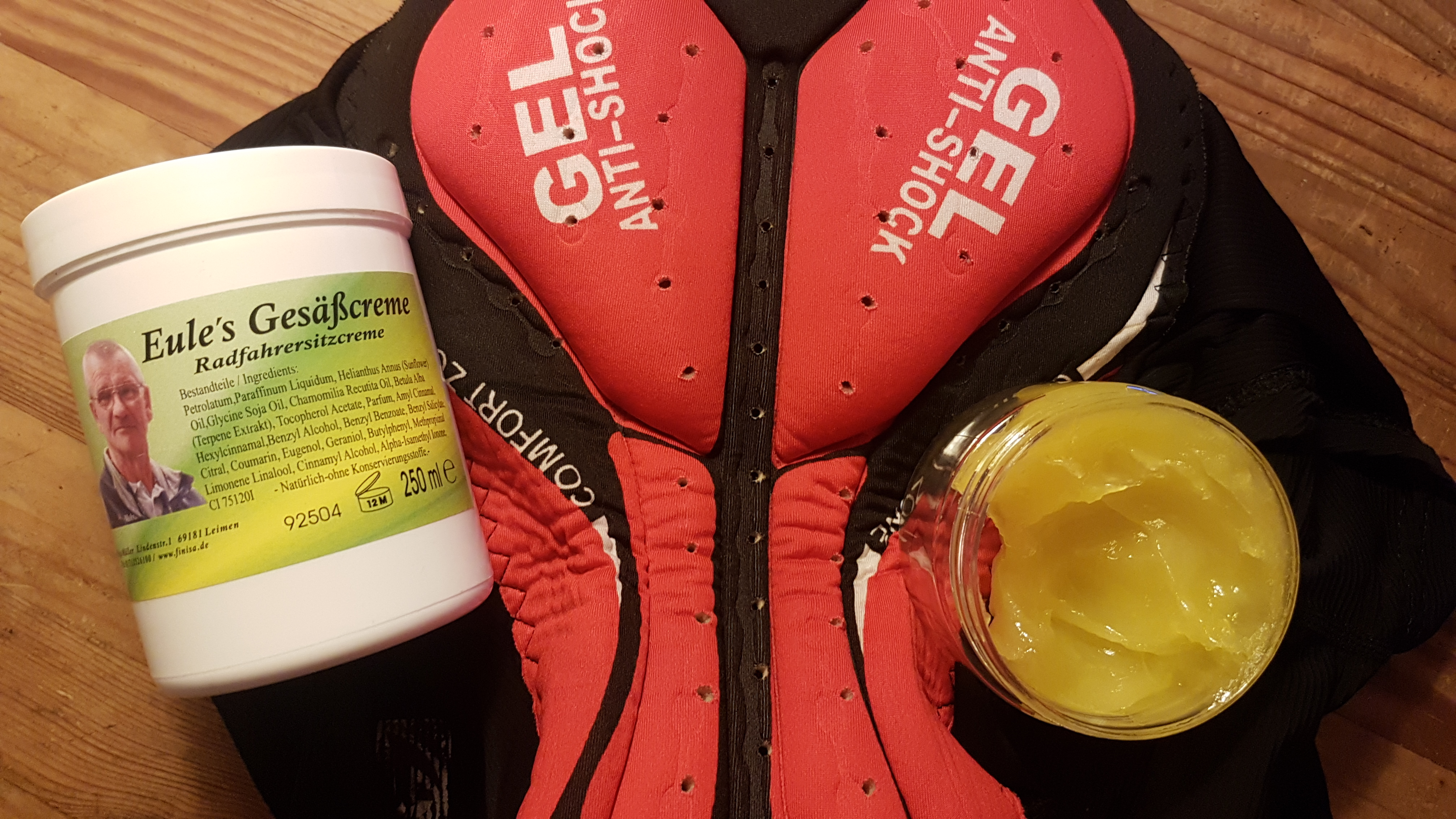
„Eules Gesäßcreme“, im pharmazeutischen Sinne eigentlich eine Salbe, da ohne Wasser

Salben im pharmazeutischen Sinne enthalten kein Wasser und werden vor allem für trockene Haut verwendet. Cremes  enthalten dagegen immer Wasser – sind eine Emulsion aus Wasser und Öl/Fett – und können einen kühlenden Effekt haben. Umgangssprachlich und von der Industrie werden beide Begriffe jedoch oft gleichbedeutend oder gar im genau verkehrten Sinne verwenden. (So gibt es etwa „Sitzcremes“ ohne Wasser, siehe Bild rechts.)

## Anwendung
Die Sitzcreme wird üblicherweise in Kombination mit einer gepolsterten Radhose verwendet und mit einer Menge von etwa zwei Haselnussgrößen direkt innen auf das Sitzpolster aufgetragen. Insbesondere wird sie an den Nähten des Sitzpolsters aufgetragen, da dort üblicherweise die meiste Reibung entsteht. Die Creme kann allerdings auch direkt auf die Haut aufgetragen werden, möglichst jedoch nicht direkt im Intimbereich. Es sollte zudem darauf geachtet werden, dass die Finger, mit denen das Polster bereits eingerieben wurde, nicht erneut in die Cremedose geführt werden, um eventuell auf dem Polster vorhandene Bakterien nicht mit der Creme in Kontakt zu bringen. Alternativ ist Sitzcreme auch als Spray erhältlich. Sitzcremes oder Sitzsalben ziehen in der Regel nicht in die Haut ein und müssen abgewaschen werden.